# Sjöarpesjön
Sjöarpesjön är en sjö i Ydre kommun i Östergötland och ingår i Motala ströms huvudavrinningsområde. Sjön har en area på 0,267 kvadratkilometer och ligger 199,3 meter över havet.

## Delavrinningsområde
Sjöarpesjön ingår i det delavrinningsområde (640992-146147) som SMHI kallar för Utloppet av Östra Lägern. Medelhöjden är 242 meter över havet och ytan är 129,66 kvadratkilometer. Räknas de 10 avrinningsområdena uppströms in blir den ackumulerade arean 334,77 kvadratkilometer. Bulsjöån som avvattnar avrinningsområdet har biflödesordning 3, vilket innebär att vattnet flödar genom totalt 3 vattendrag innan det når havet efter 210 kilometer. Avrinningsområdet består mestadels av skog (62 procent) och jordbruk (12 procent). Avrinningsområdet har 18,2 kvadratkilometer vattenytor vilket ger det en sjöprocent på 14 procent. Bebyggelsen i området täcker en yta av 0,88 kvadratkilometer eller 1 procent av avrinningsområdet.